# 大泉 (亞利桑那州)
大泉（英語：Big Springs）是位於美國亞利桑那州可可尼諾縣的一個非建制地區。該地的面積和人口皆未知。

## 地理
大泉的座標為36°36′06″N 112°21′00″W / 36.60167°N 112.35000°W，而該地的平均海拔高度為2118米（即6949英尺）。